# Jules Clévenot
Jules Clévenot (* 7. Juni 1875 in Schirmeck; † 11. September 1933 in Paris) war ein französischer Schwimmer und Wasserballspieler.

## Karriere
Clévenot nahm 1900 an den Olympischen Spielen in Paris teil. In der Individualdisziplin über 200 m Freistil erreichte er das Finale, über 4000 m Freistil scheiterte er im Vorlauf. Im Mannschaftswettbewerb über 200 m wurde er mit den Schwimmern von Libellule de Paris Vierter. Mit Libellule de Paris nahm er auch am Wettbewerb im Wasserball teil. Hier gewann die Mannschaft Bronze.